# Моја велика мрсна православна свадба 3
Моја велика мрсна православна свадба 3 (енгл. My Big Fat Greek Wedding 3) америчка је романтична комедија из 2023. године. Режију и сценарио потписује Нија Вардалос. Наставак је филма Моја велика мрсна православна свадба 2 из 2016. године. Снимање се одвијало од 22. јуна до 10. августа 2022. у Атини.

## Улоге
| Глумац          | Улога             |
| --------------- | ----------------- |
| Нија Вардалос   | Тула Портокалос   |
| Џон Корбет      | Ијан Милер        |
| Луис Мандилор   | Ник Портокалос    |
| Елена Кампурис  | Парис Милер       |
| Лејни Казан     | Марија Портокалос |
| Андреа Мартин   | тета Вула         |
| Џија Каридес    | Ники              |
| Џои Фатон       | Анђело            |
| Марија Вакрацис | тетка Фрида       |
| Елијас Кацавас  | Аристотел         |
| Џери Мендичино  | ујак Таки         |